# Lycosa u-album
Lycosa u-album là một loài nhện trong họ Lycosidae.
Loài này thuộc chi Lycosa. Lycosa u-album được Cândido Firmino de Mello-Leitão miêu tả năm 1938.